# Báb (okres Nitra)
Báb je obec na Slovensku v okrese Nitra. Vznikla v roce 1955 spojením obcí Veľký Báb a Malý Báb. Žije zde přibližně 1 200 obyvatel.

## Historie
Podle archeologických nálezů byly objeveny žárové hroby z laténské doby.
První písemná zmínka o obci Veľký Báb pochází z roku 1156, kde je vedena jako Bab, jako farnost a majetek nitranského hradu. Ostřihomský arcibiskup Martírius se tehdy rozhodl darovat církevní desátky ze 70 vesnic své diecéze ostřihomské kapitule a zlepšit tak materiální zabezpečení jejích kanovníků. V roce 1751 v obci žilo 78 rodin, v roce 1787 žilo 445 obyvatel v 90 domech, v roce 1828 v 57 domech žilo 400 obyvatel.
Malý Báb je doložen v roce 1365, v roce 1788 mu bylo uděleno trhové právo. V roce 1787 žilo v obci 528 obyvatel v 111 domech a v roce 1828 v 57 domech žilo 400 obyvatel.
Hlavní činností v obcích bylo zemědělství. Z původní řadové  zástavby sloučením Velkého a Malého Bábu vznikla hromadná zástavba. Domy byly hliněné se slaměnou valbovou střechou.

## Přírodní poměry
Báb leží v jihozápadní části Nitrianské pahorkatiny, devatenáct kilometrů od Nitry. V obci je vodní nádrž Báb o rozloze 18 ha, kterou protéká Bábský potok, levým přítok říčky Jarčie. Území obce tvoří sprašová pahorkatina. Její nadmořská výška se pohybuje v rozmezí 132–192 m, ve středu obce je výška 150 metrů, z větší části je povrch odlesněn. Celková rozloha obce je 20,091 km², z toho v roce 2020 připadalo 82 % na zemědělskou půdu. Celkové využití půdy (2020): 72 % orná půda, 3 % vinice, 2,5 % zahrady a ovocné sady, 7 % lesy. V katastrálním území Veľký Báb leží národní přírodní rezervace Bábsky les a chráněný areál Bábsky park. Obec sousedí:
|            | Rumanová |               |
| Pusté Sady |          | Veľké Zálužie |
| Pata       | Hájske   | Jarok         |

## Památky

### Kostel
Římskokatolická farnost Báb náleží pod děkanát Lužianky diecéze nitranská. V roce 1834 patřily pod farnost Báb filiální farnosti Rumanová a Pustá Kert (Pusté Sady). Z nich zůstala farnost Rumanová s filiálním kostelem Panny Marie Růžencové.

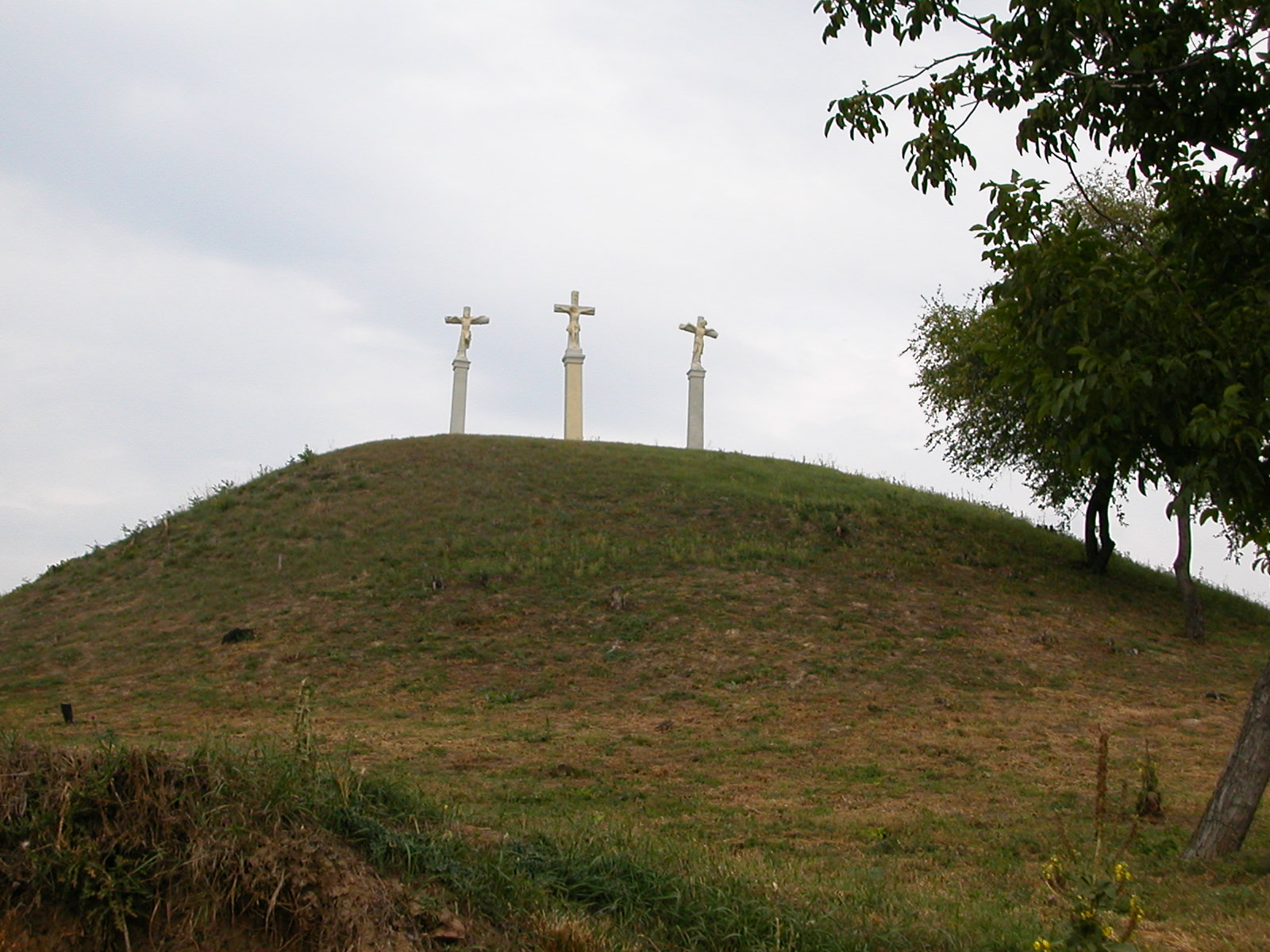
Kalvárie se třemi kříži

V Bábu se nachází římskokatolický kostel svatého Emericha z roku 1721, který byl přestavěn v roce 1770 v barokním slohu, na místě dřívějšího sakrálního objektu. Kostel je jednolodní zaklenut pruskými klenbami, ukončen půlkruhovým kněžištěm a ve štítovém průčelí má vestavěnou věž. Klasicistní hlavní oltář mezi pilastry nese obraz svatého Emericha před Pannou Marií. Boční oltáře jsou zasvěcené Pietě a svatému Janu Nepomuckému. Jejich provedení je v rokokovém stylu. Z poloviny 18. století pochází rokoková kazatelna s reliéfem ze života Krista.
Na uměle vytvořených pahorcích u hřbitova Malý Báb je Kalvárie se třemi kříži.

### Kaštel
V části obce Alexandrův dvůr stojí secesní kaštel přestavěn v roce 1908, který byl zakoupen v roce 1880 zemanským rodem Scheyovců od zemanského rodu Esterháziů. Po druhé světové válce byl sídlem Výzkumného ústavu tabákového. V roce 1994 přešel do soukromých rukou. V roce 2002 byl prohlášen kulturní památkou Slovenska pod číslem 11822/1.
Kaštel je dvojpodlažní budova s rizality na půdorysu nepravidelného obdélníku. Střední rizalit je zvýšený, boční jsou nižší. Dispozice objektu je třítraktová.
Kaštel stojí uprostřed rozsáhlého historického parku, který byl založen v druhé polovině 19. století ve volnokrajinářském stylu. Park o rozloze 4,22 ha byl prohlášen za krajinnou významnou památku v roce 1982 a v roce 2002 byl Bábský park prohlášen za chráněný areál s III. stupněm ochrany. Ve státním seznamu je chráněny areál Bábský park veden pod evidenčním číslem 919.

### Kurie
Novoklasicistní kurie (také Malý kaštel) z první poloviny 20. století je dvoutraktová stavba na půdorysu obdélníku. Kurie je kulturní památkou Slovenska.